# Ophiiulus glandulosus
Ophiiulus glandulosus är en mångfotingart som beskrevs av Karl Wilhelm Verhoeff 1910. Ophiiulus glandulosus ingår i släktet Ophiiulus och familjen kejsardubbelfotingar. Inga underarter finns listade i Catalogue of Life.